# Kaisermühlen-VIC metróállomás
Kaisermühlen-VIC egy metróállomás Bécsben a bécsi metró U1 vonalán.

## Szomszédos állomások
A metróállomáshoz az alábbi állomások vannak a legközelebb:
- Donauinsel
- Alte Donau

## Átszállási kapcsolatok
| U1 (Oberlaa ↔ Leopoldau) |                        | |
| Állomás                  | Átszállási kapcsolatok | Fontosabb létesítmények                                                                            |
| Kaisermühlen-VIC         | 20B, 92A, 92B          | ENSZ-Központ, Vienna International Center, Austria Center Vienna, Nemzetközi Atomenergia-ügynökség |